# Akazukin Chacha
Pour les articles homonymes, voir Chacha.
Akazukin Chacha (赤ずきんチャチャ) est un manga en 13 volumes de Min Ayahana et publié dans le magazine Ribon de l'éditeur Shueisha. Il a été adapté en anime de 74 épisodes diffusé sur TV Tokyo entre janvier 1994 et juin 1995.
Une suite au manga nommée Akazukin Chacha N est actuellement[Quand ?] en prépublication dans le magazine Cookie.

## Synopsis
Akazukin Cha Cha nous conte les aventures de Cha Cha, une apprentie magicienne portant un chaperon rouge et suivant les cours de son professeur et tuteur, Seravi. 
Celle-ci, étant très maladroite, accumule les catastrophes. 
Pourtant, un beau jour, Cha Cha, accompagnée de ses amis, Shiine (meilleur ami de Cha Cha), Riiya (un enfant loup-garou qui ne pense qu'à manger), part en quête de sa véritable identité et de sa vraie famille. 
Pour combattre les dangers qu'ils rencontreront en chemin, notre petite magicienne dispose d'un pendentif magique qui, avec l'aide de ses deux amis, la transforme en une jeune fille adulte du nom de Magical Princess.

## Personnages

### Anime et Manga
- Chacha (チャチャ) : Héroïne de l'histoire. Magicienne au chaperon rouge, très maladroite. Par exemple, elle dit Sortez Ita (planche) et une guitare (gitaa) ou un calamar (ika) apparaît, mais pas une planche.
- Riiya (リーヤ) : Meilleur ami de Chacha. C'est un loup-garou très costaud qui ne pense qu'à manger (exemple : les fruits, les gâteaux, la cuisine chinoise, etc.). Il peut se transformer en loup sans la pleine lune, mais les autres ne voient qu'un petit chien. Il change rapidement quand Marine approche. Il dit "Je suis pas un chien".
- Shiine (しいねちゃん) : Meilleur ami de Chacha. Fils d'Access. Il a été entraîné par Dorothy.
- Popy (ポピィ) : Garçon physique.
- Yakko-chan (やっこちゃん) : Magicienne des Flacons. Elle porte la cape noire et est petite rivale de Chacha. Elle est dans la même classe que Chacha, Riiya et Shiine. Elle aime Seravy depuis qu'elle est petite. Dans l'anime, elle a rencontré une fois Chacha, Riiya et Shiine avant l'académie d'Urara, mais elle ne souvient pas du nom du trio.
- Orin (お鈴) : Petite ninja. Elle est dans la même classe de Chacha, Riiya et Shiine.
- Marine (マリン) : La sirène très amoureuse de Riiya et pire ennemie de Chacha (sans oublier Yakko-chan) (d'après elle). Elle n'aime pas les chiens (comme Riiya en loup-garoup) et Chacha. Elle est dans la classe Pomme. Marine forme un duo avec Yakko-chan de temps en temps (mais elle se trompe de nom de duo).
- Seravy (セラヴィー) : Le plus grand des magiciens. Maître de Chacha, il n'aime pas les cheveux roses (bruns dans le manga) de Dorothy.
  - Elisabeth (エリザベス) : La petite poupée de Seravy. Elle ressemble à Dorothy quand elle était petite.
- Dorothy (どろしー) : Maîtresse de Shiine. Amie d'enfance de Seravy.
- Dr. Mikeneko (ミケネコ博士) : Inventeur des robots géants et pilote de Nyandabar.
- Rascal (ラスカル) : Professeur de la classe Banane.
- Barabaraman (バラバラマン) : Professeur de la classe Pomme. Ami d'enfance de Rascal.
- Mayachon (まやちょん) : Professeur de la classe Orange.
- Doris (どりす) : Petit frère travesti de Dorothy et jumeau de Dorothy.
- Oyuki
- Pikapon (ピカポン)
- Kankan

### Anime
- Magical Princess (マジカルプリンセス) : C'est la version plus âgée de Chacha. En prononçant Chacha (montre le pendentif) : l'Amour. Riiya : le Courage. Shiine (lève le bras droit) : l'Espoir et Chacha transforme en Magical Princess.
- Piisuke (ピー助)
- Genius (ジーニアス) : Grand-père de Chacha. Il a aussi piloté Nyandabar.
- Shironeko (シロネコ) : Petite sœur de Mikeneko. Pilote de Nyandabar. Rivale amoureuse de Yakko-chan.
- Sogesu (ソーゲス)
- Yodasu (ヨーダス)
- Haideyansu (ハイデヤンス)
- Cloud (クラウド)
- Kazandan
- Daimaô (大魔王)

### Manga
- Heihachi (平八)
- Chuchu (チュチュ): Petite sœur de Chacha.
- Naruto (なると) : Petit frère de Popy.
- Yanta (やん太) : Petit frère de Yakko-chan.
- Rinnosuke (鈴之介) : Petit frère d'Orin.
- Nami (ナミ) : Petite sœur de Marine.
- Cecil (セシル)

## Anime

### Objets
- Médaillons de la princesse (プリンセスメダリオン)
- Beauty Serain Arrow (ビューティー・セレイン・アロー)
- Wing Kris (ウィングクリス) : C'est le phénix transformée en épée. Le nom d'attaque est : Wing Kris Burnig Flash
- Bird Shield (バードシールド) : Bouclier invincible de Magical Princess. L'appel du bouclier est : Bird Shield Bild Up
- Bracelet Croissant d'Aurore (クレセント・オーロラ・ブレスレット) : Bracelet de Chacha. Elle peut sortir et lancer le boomerang de la chance (おたすけブーメラン). Quand le boomerang retourne vers Chacha, l'objet de la chance apparait.
- Objets apparus depuis l'épisode 57 :
  - Épisode 57 : le coffre piégé
  - Épisode 58 : les tambours de danse hawaïen
  - Épisode 59 : la pince
  - Épisode 60 : les assiettes, les fourchettes, les couteaux et les cuillères
  - Épisode 61 : la poupée qui rigole
  - Épisode 62 : la sandale géante à voyager dans le temps
  - Épisode 63 : le taureau
  - Épisode 64 : le ventilateur géant
  - Épisode 65 : aucun (jamais utilisée)
  - Épisode 66 : boomerang tête chercheuse
  - Épisode 67 : aucun (Yakko-chan a envoyé Chacha dans le lac et elle a perdu le bracelet)
  - Épisode 68 : la table et les 5 chaises
  - Épisode 69 : l'encre est le pinceau
  - Épisode 70 : futon
  - Épisode 71 : le bouquet de fleurs géant et le papillon
  - Épisode 72 : aucun (Le boomerang se dirige tout droit)
  - Épisode 73 : le savon
  - Épisode 74 : le jouet en forme d'un rat
- Oiseau sacré (ホーリーバード)

### Liste des épisodes
1. – (お騒がせ魔法使い登場, Osawagase mahou tsukai toujou?)
2. Une rivale est une cape noire (ライバルは黒ずきん, Rival wa Kurozukin?)
3. – (ぶりっこ人魚マリン!, Burikko ningyo Marine!?)
4. – (必殺! 三匹の子ぶた攻撃, Hissatsu! Sanbiki no kobuta kougeki?)
5. Rendez-vous avec Kyuu-chan (きゅーちゃんとデート, Kyuu-chan to date?)
6. – (赤ちゃんは魔法がお下手, Akachan wa mahou ga oheta?)
7. Explosion glaciale ! La prof est une femme de neige (寒さ爆発! 先生は雪女, Samusa bakuhatsu! Sensei wa yukionna?)
8. Mon gâteau est le meilleur zansu (私のケーキは一番ざんす, Watashi no cake wa ichiban zansu?)
9. En Avant! Nyandabar Z (発進! ニャンダバーＺ, Hasshin! Nyandabar Z?)
10. La revanche de Kyuuchan (きゅーちゃんの逆襲！, Kyuu-chan no gyakushuu!?)
11. Décidé !? Le champion du sushi (決定!? すしチャンピオン, Kettei!? Sushi champion?)
12. Le premier amour d'Orin (お鈴ちゃんの初恋, Orin-chan no hatsukoi?)
13. – (がんばれ お留守番!, Ganbare Orusuban!?)
14. Daimaou est en colère de gesu (大魔王様はお怒りでゲス, Daimaou sama wa oikari degesu?)
15. – (誕生! フランケンちゃん, Tanjou! Franken-chan?)
16. Elle est apparue ! La petite sœur d'Umibouzu (出た! 海坊主の妹, Deta! Umibouzu no imouto?)
17. Le retour de Nyandabar (帰ってきたニャンダバー, Kaettekita nyandabar?)
18. Attention Zombie ! Académie d'Urara (ゾンビ警報! うらら学園, Zombie keihou! Urara Gakuen?)
19. Terreur ! La petite sœur de Dorothy ? (恐怖! どろしーの妹?, Kyoufu! Dorothy no imouto??)
20. Le défi de Nezumikid (怪盗ネズミキッドの挑戦, Kaitou Nezumi-kid no chousen?)
21. Beaucoup de danger dans le bain public (危険がいっぱい露天風呂, Kiken ga ippai rotenburo?)
22. Surprise ! Première expérience des Sacrifices (びっくり! いけにえ初体験, Bikkuri! Ikenie shotaiken?)
23. Combattez ! Contrôle du remise (戦え! 卒業試験, Tatakae! Sotsugyou shiken?)
24. Je suis une Princesse légendaire ? (私が伝説の王女様?, Watashiga densetsuno oujo-sama??)
25. Pourquoi ! La défaite de la Beauty Serain Arrow (なぜなぜ! アロー破れる, Naze naze! Arrow yabureru?)
26. Casse-toi la génante amoureuse (どけどけ恋のおじゃま虫, Dokedoke koino ojamamushi?)
27. – (火事場のチャチャパワー, Kajiba no Chacha power?)
28. – (不死鳥の沼探検隊, Fushichou no numa tankentai?)
29. Bienvenue dans la vallée du phénix ! (ようこそ! 不死鳥の里へ, Youkoso! Fushichou no satohe?)
30. – (これが噂の不死鳥の剣[ウイングクリス], Korega uwasa no fushichou no ken[Wing Kris]?)
31. – (特訓がいっぱい!, Tokkun ga ippai!?)
32. Un triangle amoureux très dangereux (危険な恋のトライアングル, Kiken na koi no triangle?)
33. – (しいねちゃん宿命の対決, Shiine-chan shukumei no taiketsu?)
34. – (再会! 涙の子守歌, Saikai! Namida no komoriuta?)
35. Ils sont pot de colle ! Nyandabar (しつこいぞ! ニャンダバー, Shitsukoizo! Nyandabar?)
36. Le miroir de la vérité est un menteur ! (真実の鏡はウソツキだ!, Shinjitsu no kagami wa usotsukida!?)
37. Barabaraman le professeur fleuri (花咲か先生バラバラマン, Hanasaka sensei Barabaraman?)
38. Tout le monde en animaux (みんなでアニマル!, Minna de animal!?)
39. – (竜宮城でカッパ巻き, Ryuuguujou de kappamaki?)
40. Le petit déjeuner dans la Nyanko House (ニャンコハウスで朝食を, Nyanko house de choushoku wo?)
41. L'éruption du Majin somnambule (ねぶそく魔人大噴火!, Nebusoku majin daifunka!?)
42. Cherchez le bouclier légendaire ! (伝説のシールドを探せ!, Densetsu no shield wo sagase!?)
43. C'est achevé ! Le Bird Shield (完成! バードシールド, Kansei! Bird Shield?)
44. – (輝け! うらら学園同窓会, Kagayake! Urara Gakuen dousoukai?)
45. Qui est le vrai ! (本物はだれなのー!, Honmono wa dare nano!?)
46. – (進め! マジカル忍者部隊, Susume! Magical ninja butai?)
47. Traversez le pont de l'amitié chaleureux (熱き友情の橋を渡れ!, Atsuki yuujou no hashi wo watare!?)
48. Concours des tanukis ! Bunbuku chagama (狸合戦! ぶんぶく茶がま, Tanuki gassen! Bunbuku chagama?)
49. Allez ! Les guerriers légendaires (ゆけ! 伝説の戦士たち, Yuke! Densetsu no senshi tachi?)
50. Le grand combat de l'Amour, le Courage et l'Espoir (愛と勇気と希望の大決戦, Ai to yuuki to kibou no daikessen?)
51. Jour de repos de la princesse (プリンセスの休日, Princess no kyuujitsu?)
52. Fuite ! La fuite ! C'est les grandes erreurs (脱走! 脱走! 大しっぱい, Dassou! Dassou! Daishippai?)
53. Je suis devenu le numéro 1 ! (世界一になっちゃった!, Sekai Ichi ni Nacchatta!?)
54. – (挑戦者ゾロゾロ, Chousensha Zorozoro?)
55. N'oublie jamais la Marque du roi (忘れちゃだめよ国王の印, Wasurecha Dameyo Kokuou no Shirushi?)
56. Adieu Holy Up (さよならホーリーアップ, Sayonara Holy Up?)
57. Glisser sur la glace vers le numéro 1 (世界一に向ってすべろ!, Sekai Ichi ni Mukatte Subero!?)
58. SOS Elisabeth ! (エリザベスSOS!, Elisabeth SOS!?)
59. le plus petit d'histoire d'amour (すっごく小さな恋物語, Suggoku Chiisana Koimonogatari?)
60. Yakko-chan, je t'aime ! (すきすきやっこちゃん!, Suki Suki Yakko-chan!?)
61. L'aventure du jeune Seravy (ヤングセラヴィーの冒険, Young Seravi no Bouken?)
62. Scoop ! Le secret des cheveux roses (スクープ! ピンクの秘密, Scoop! Pink no Himitsu?)
63. La course en duo très épineux (とげとげ二人三脚, Toge Toge Ninin Sankyaku?)
64. Choc ! La mère de Riiya ? (びっくり! リーヤママ?, Bikkuri! Riiya Mama??)
65. Ça fait longtemps Nyandabar (懐かしいぞニャンダバー, Natsukashii zo Nyandabar?)
66. Mayachon, la professeur combatante (武闘派先生まやちょん, Butouha Sensei Mayachon?)
67. Terreur ! Vendredi 12 (恐怖! 12日の金曜日, Kyoufu! Juuni nichi no Kinyoubi?)
68. Umibouko ! La grande bataille du premier amour (海坊子! 初恋大バトル, Umibouko! Hatsukoi Dai Battle?)
69. La victoire à tout prix ! La Dance Party (必勝! ダンスパーティー, Hisshou! Dance Party?)
70. L'histoire du premier amour de Yakko-chan (やっこちゃんの初恋談義, Yakko-chan no Hatsukoi Dangi?)
71. – (再び! 殿のおな～り～, Futatabi! Tono no Ona-ri-?)
72. L'erreur maximume de Shiine (しいねちゃん最大の失敗, Shiine-chan Saidai no Shippai?)
73. Le mystère du château de Dorothy (どろしー城の謎, Dorothy Jou no Nazo?)
74. – (お騒がせ! 結婚宣言?, Osawagase! Kekkon Sengen??)

#### OAV
1. Popy est arrivé ! (ポピィくんがやってきた!, Popy-kun ga Yattekita!?)
2. Atraprez le séjour aux sources d'eau chaude ! (温泉旅行をつかまえろ!, Onsen ryokou wo Tsukamaero!?)
3. – (さよならチャチャ！涙の花いちもんめ, Sayonara Chacha! Namida no hana ichimonme?)

### Distribution des voix
- Chacha et Magical Princess : Masami Suzuki
- Riiya : Shingo Katori
- Shiine : Noriko Hidaka
- Yakko-chan : Mayumi Akado
- Orin : Noriko Minaki
- Marine : Tomo Sakurai
- Dorothy, Elisabeth, Mary et Oyuki : Miina Tominaga
- Rascal : Taiki Matsuno
- Barabaraman : Tsutomu Kashiwakura
- Mayachon : Chieko Honda
- Popy : Rica Matsumoto

### Génériques

#### TV
- Génériques de début
  - Kimi iro Omoi(TV) par SMAP
  - Kimi iro Omoi(DVD) par Shoko Sawada

- Génériques de fin
  - Egao ga Suki dakara par Shoko Sawada (épisode 1 à 31)
  - Chacha ni Omakase par Masami Suzuki, Mayumi Akado et Tomo Sakurai (épisodes 32 à 56)
  - Youkoso Magical School e par Masami Suzuki et Magical Study (épisodes 57 à 74)